# Eriocaulon pilosissimum
Eriocaulon pilosissimum är en gräsväxtart som beskrevs av Pieter van Royen. Eriocaulon pilosissimum ingår i släktet Eriocaulon och familjen Eriocaulaceae.
Artens utbredningsområde är Sulawesi. Inga underarter finns listade i Catalogue of Life.